# Jan L. J. Lumeij
Jan Lambert Joseph Lumeij (* 10. Juli 1922 in Gulpen; † 5. August 2015 in Amsterdam) war ein niederländischer Mediziner.
1957 promovierte Lumeij bei Lammert van  der Horst an der Universität Amsterdam mit der Dissertation The methods of psychology and psychiatry. Er war Direktor der Katholischen Stiftung für Seelische Gesundheit in Utrecht.

## Schriften
- The methods of psychology and psychiatry: A methodological analysis of various ways of approach with special reference to H. J. Eysenck’s personality studies (= Medical Library. Bd. 148). Van Gorcum, Assen 1957 (Dissertation, Universität Amsterdam, 1957).